# Damian Walshe-Howling
Damian Walshe-Howling (Melbourne, 22 gennaio 1971) è un attore australiano.

## Biografia
Diventa noto in patria per il ruolo dell'agente di polizia Adam Cooper nella serie televisiva Blue Heelers - Poliziotti con il cuore. Ha interpretato il ruolo dal 1994 al 1998 per un totale di cinque stagioni, per poi tornare in veste di guest star nella tredicesima e ultima stagione della serie.
Nel corso della sua carriera ha partecipato ai film E morì con un felafel in mano, Ned Kelly e Macbeth - La tragedia dell'ambizione. È apparso nelle serie televisive Satisfaction, Underbelly e Terra Nova. Per la sua interpretazione in Underbelly ha vinto un AFI Award come "miglior guest star o attore non protagonista in una serie drammatica".
Nel 2008 ha presentato sul canale Seven Network il programma televisivo Crash Investigation Unit. Nel 2010 ha condotto su Nine Network il reality show Customs. Sempre nel 2010 recita nell'horror The Reef. Nel 2013 recita al fianco di Hugo Weaving, Jack Thompson e Ryan Kwanten nel thriller Mystery Road.

## Filmografia parziale

### Cinema
- E morì con un felafel in mano (He Died with a Felafel in His Hand), regia di Richard Lowenstein (2001)
- Ned Kelly, regia di Gregor Jordan (2003)
- Josh Jarman, regia di Pip Mushin (2004)
- Macbeth - La tragedia dell'ambizione (Macbeth), regia di Geoffrey Wright (2006)
- The Reef, regia di Andrew Traucki (2010)
- Mystery Road, regia di Ivan Sen (2013)
- Around the Block, regia di Sarah Spillane (2013)
- 2067 - Battaglia per il futuro (2067), regia di Seth Larney (2020)

### Televisione
- Neighbours – soap opera, 4 episodi (1993-1994)
- Halifax (Halifax f.p.) – serie TV, 1 episodio (2000)
- The Secret Life of Us – serie TV, 7 episodi (2001)
- Marshall Law – serie TV, 1 episodio (2002)
- Stingers – serie TV, 1 episodio (2003)
- Blue Heelers - Poliziotti con il cuore (Blue Heelers) – serie TV, 180 episodi (1994-2006)
- Wilfred – serie TV, 1 episodio (2007)
- All Saints – serie TV, 1 episodio (2007)
- Satisfaction – serie TV, 2 episodi (2007-2008)
- Underbelly – serie TV, 6 episodi (2008)
- Terra Nova – serie TV, 7 episodi (2011)
- Bikie Wars: Brothers in Arms – serie TV, 6 episodi (2012)
- The Time of Our Lives – serie TV, 9 episodi (2013)
- Old School – serie TV, 7 episodi (2014)
- Janet King – serie TV, 16 episodi (2014-2016)
- Titans - serie TV, episodio 1x08 (2018)
- L'ultimo boss di Kings Cross (Last King of the Cross) – serie TV (2023)

## Doppiatori italiani
Nelle versioni in italiano delle opere in cui ha recitato, Damian Walshe-Howling è stato doppiato da:
- Marcello Cortese in Blue Heelers - Poliziotti con il cuore
- Fabio Boccanera in E morì con un falafel in mano
- Alessandro Rigotti in Macbeth - La tragedia dell'ambizione
- Riccardo Scarafoni in Titans